# Incendiul de la Spitalul Județean Piatra Neamț din 2020
La 14 noiembrie 2020, în jurul orei 18:30 EET, a izbucnit un incendiu în secția ATI COVID-19 a Spitalului Județean de Urgență Piatra Neamț.  Ca efect al incendiului au decedat până în prezent zece persoane  și au fost rănite alte patru, inclusiv doi medici. Toate persoanele decedate au fost pacienți care primeau tratament pentru COVID-19. Mulți dintre cei decedați în secție erau ventilați mecanic.  Incendiul a readus în atenția publicului starea sistemului de sănătate din România, precum și interferența politică în managementul spitalului. 

## Incendiul
Incendiul a izbucnit la etajul al doilea al Spitalului de Urgență Piatra Neamț, unde se afla secția de ATI COVID-19.  Inițial, personalul medical a intervenit, încercând să stingă focul și să ajute pacienții. Serviciul de pompieri s-a implicat cu cinci autospeciale de intervenție și o scară de intervenție pentru incendii. Potrivit acestuia, focul a avut o „evoluție foarte, foarte rapidă”.  Surse din anchetă au declarat că focul a izbucnit de la un Injectomat și s-a răspândit rapid la sursa de oxigen.  A urmat o puternică deflagrație și focul s-a generalizat în incinta respectivă, fiind stins în aproximativ 25 de minute. Nelu Tătaru, ministrul actual al Sănătății, a declarat că în timpul incendiului au fost arse complet opt paturi ICU. 

## Victimele
Zece persoane au fost ucise în incendiu, trei femei și șapte bărbați.  Toți erau pacienți cu COVID-19 și aveau între 67 și 86 de ani.  Opt dintre victime au murit în incinta în care a izbucnit focul,  și alți doi au murit din cauza insuficienței respiratorii, în timp ce erau evacuați din camera aflată alături.  Un medic din secție care a încercat să salveze pacienții de flăcări a fost grav rănit după ce echipamentul său de protecție a luat foc,  suferind arsuri de gradul 2 și 3 pe 75 % din suprafața corpului. A fost adus la București în noaptea de 14-15 noiembrie și a fost pregătit la Spitalul de Urgență Floreasca pentru a fi transportat cu un avion militar la Spitalul Militar Regina Astrid din Bruxelles.  Încă trei cadre medicale - un medic și două asistente - au primit îngrijiri pentru arsuri, însă starea lor a fost bună și nu au avut nevoie de spitalizare.  Șase pacienți din salonul alăturat celui în care s-a dezvoltat incendiul au fost transferați la spitalul modular din Lețcani, județul Iași, pentru tratament adecvat.  Trei dintre ei erau în stare gravă, dar niciunul nu a suferit arsuri. 

## Investigarea cauzelor
Parchetul de pe lângă Tribunalul Neamț a deschis un dosar in rem pentru omucidere din culpă. Ulterior, ancheta a fost preluată de Parchetul General. Ancheta este condusă de către Marius Iacob, un procuror care în trecut s-a ocupat și de investigațiile privind incendiul de la Clubul Colectiv sau incendiul de la Maternitatea Giulești. 
Dan Iamandi, șeful Inspectoratului General pentru Situații de Urgență, a dispus crearea a două comisii privind incendiul de la Piatra Neamț: una dintre comisii urmează să determine cauza probabilă a incendiului, iar a doua urmează să verifice respectarea condițiilor de autorizare.  Spitalul a obținut o autorizație de securitate la incendiu înainte de 1990.  Marius Filip, directorul Unității de Standardizare din cadrul Autorității Naționale pentru Managementul Calității în Sănătate, a declarat într-un interviu telefonic la Digi 24 că Spitalul de Urgență Piatra Neamț a prezentat anterior nereguli, în ceea ce privește siguranța personalului și a pacienților.
Potrivit lui George Lazăr, prefectul județului Neamț, secția de ATI pentru pacienții cu COVID-19 a fost mutată de la etajul al treilea la etajul al doilea al clădirii pe 14 noiembrie, cu câteva ore înainte de izbucnirea incendiului, fără aprobarea și fără notificarea autorităților.  Afirmațiile sale au fost contrazise de managerul spitalului, potrivit căruia Direcția de Sănătate Publică și-a dat aprobarea pentru funcționarea ATI la etajul al doilea al unității medicale.  Cu toate acestea, în seara zilei de 15 noiembrie, Direcția de Sănătate Publică Neamț a emis o declarație în care a arătat că s-a efectuat reconfigurarea ATI și mutarea pacienților cu COVID-19 pozitivi, de la etajul trei la etajul al doilea. fără o aprobare prealabilă. 

## Reacțiile
Președintele Klaus Iohannis a transmis familiilor un mesaj de condoleanțe și s-a rugat pentru victime la Biserica Iezuiților din Sibiu.  El a subliniat, de asemenea, necesitatea reformării sistemului de sănătate publică.  Premierul Ludovic Orban a spus că a fost șocat de tragedie și a promis identificarea și urmărirea penală a celor vinovați. 
Ministrul Sănătății, Nelu Tătaru, a făcut o vizită de urgență la Piatra Neamț pentru a evalua situația la Spitalul Județean. El a anunțat că spitalele din subordinea autorităților locale vor fi plasate sub coordonarea Ministerului Sănătății.  Tătaru a mai afirmat că există o vina colectivă pentru incendiul de la Piatra Neamț și că este necesară o reevaluare urgentă a întregului sistem medical românesc. 
După o întâlnire de lucru la Palatul Victoria, Orban a anunțat că, începând cu 16 noiembrie, echipe comune ale direcțiilor de sănătate publică și ale Inspectoratului General pentru Situații de Urgență vor efectua controale în toate secțiile de ATI din România, pentru a verifica instalațiile și condițiile în ce privește funcționarea echipamentelor medicale. 
Mara Togănel, prefectul județului Mureș, a anunțat că unitățile sanitare din județul Mureș vor sprijini Spitalul de Urgență Piatra Neamț cu paturi ATI, ventilatoare, monitoare și injectomate. 

Poarta spitalului de lângă pavilionul chirurgical care include secția respectivă de ATI. la trei zile după incendiu.
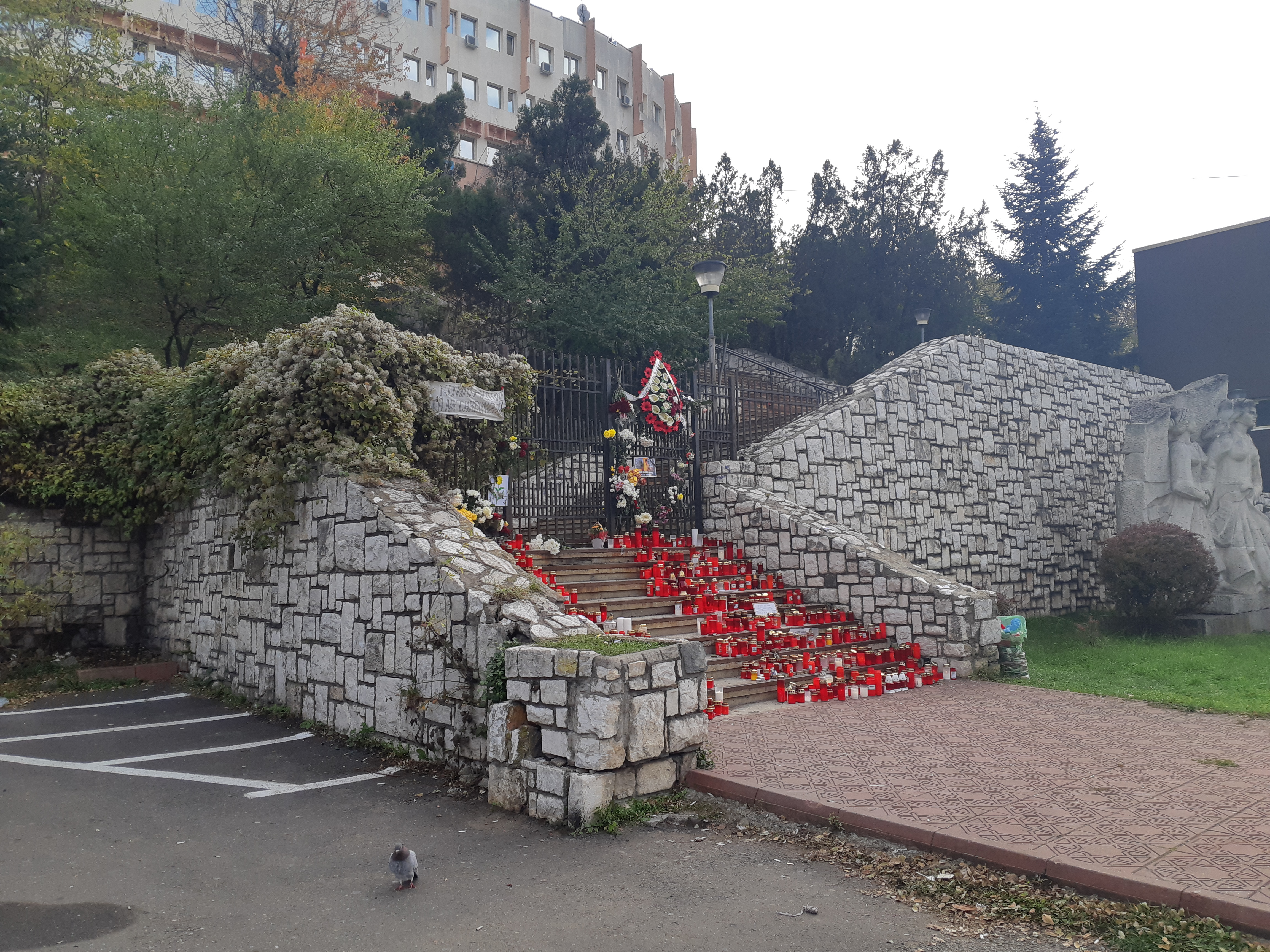
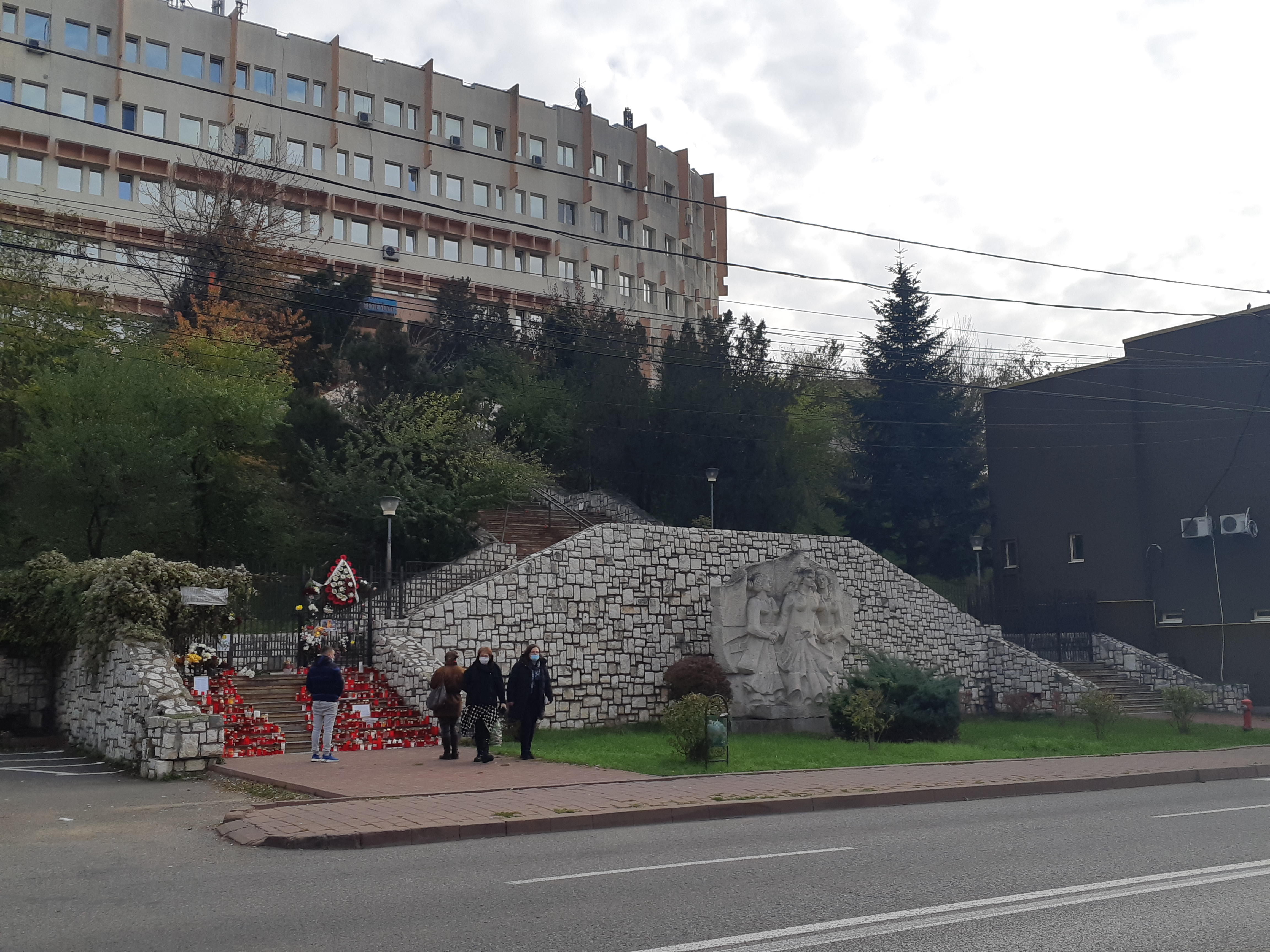
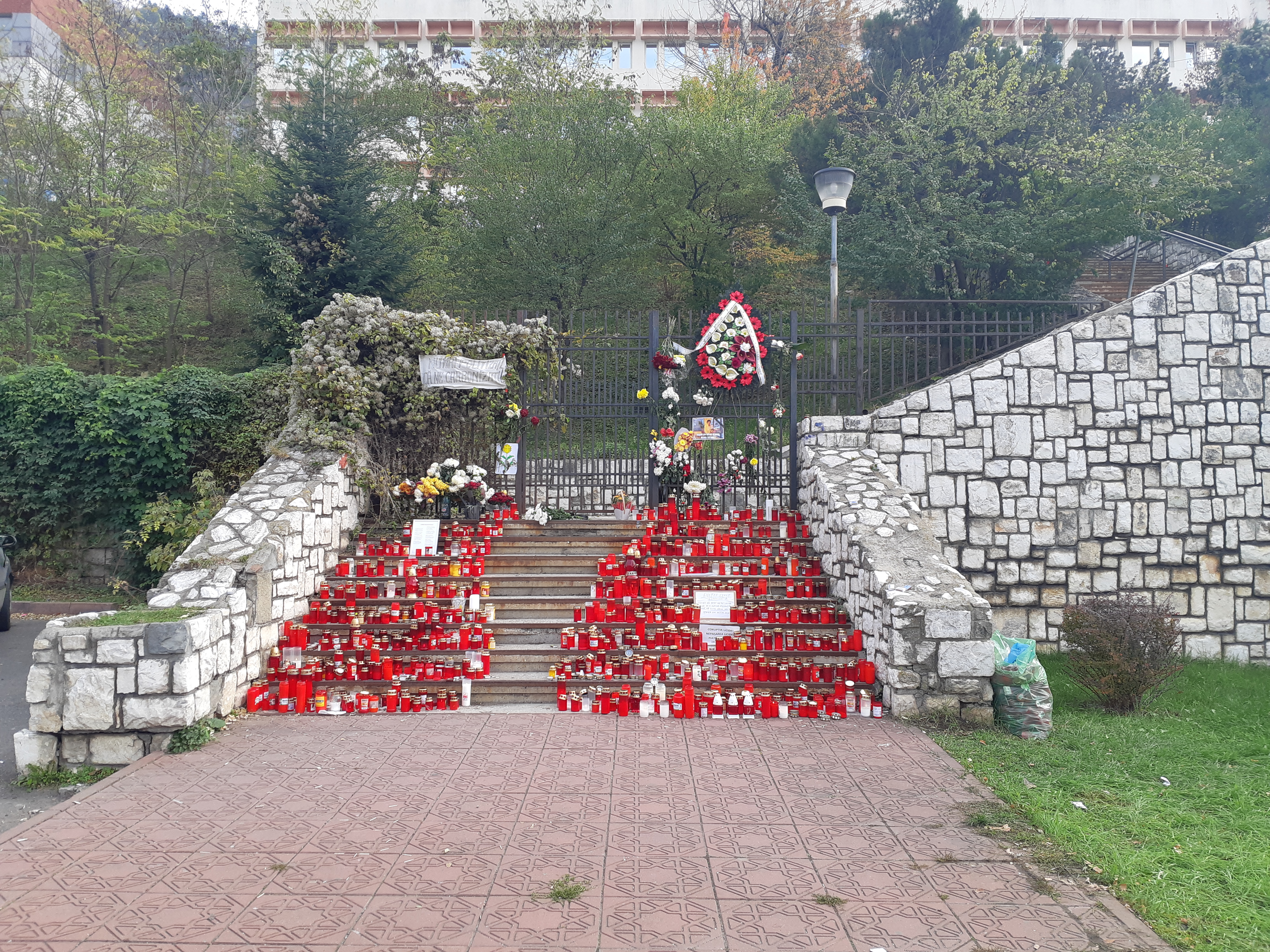

### Poziții politice
Partidul Social Democrat și Uniunea Salvați România au anunțat suspendarea oricărei acțiuni de campanie electorală pentru partidele lor, din respect pentru victimele incendiului.  Partidul Național Liberal a amânat evenimentul de lansare a programului de guvernare, programat pentru 16 noiembrie. 

### Reacții internaționale
La sfârșitul rugăciunii Angelus, Papa Francisc a trimis un mesaj de compasiune și s-a rugat pentru victimele incendiului de la Piatra Neamț.  Mesaje de condoleanță au fost transmise și de politicieni din Austria, Franța, Ungaria, Israel, Kosovo, Macedonia de Nord și Turcia .    Primarul Chișinăului, Ion Ceban, a depus o coroană de flori la Ambasada României în Moldova ca omagiu adus victimelor incendiului. 

## Vezi si
- Incendiul din clubul Colectiv
- Pandemia COVID-19 în România